# 金重凱之
金重 凱之（かねしげ よしゆき、1945年〈昭和20年〉4月5日 - ）は、日本の経営コンサルタント、警察官僚。元警察庁警備局長。日本における危機管理の第一人者。

## 経歴
1945年4月5日、熊本県山鹿市生まれ。1964年3月福岡県立小倉高等学校卒業。1969年3月京都大学法学部卒業。1975年6月ジョンズ・ホプキンズ大学SAIS修了、国際関係学修士。
1969年4月、警察庁に入庁。入庁同期に漆間巌、林則清、中田好昭（関東管区警察局長）など。京都府警察本部、大阪府警察本部の課長を経て、警視庁に勤務。教育訓練、警備関連の課長職を経て、1988年3月より警視庁第一方面本部長。その後、人事・監察・制度調査関連の課長・参事官、警備部長、静岡県警察本部長を経て、1997年4月より警察庁長官官房総務審議官（現：総括審議官）。1999年1月より警察庁警備局長。2000年7月の沖縄サミットでは警備対策責任者を務める。2001年6月、退官。
この間、1980年5月から外務省在米日本大使館一等書記官、1990年8月より防衛庁防衛局調査第一課長、1993年8月より細川、羽田および村山各総理の内閣官房内閣総理大臣秘書官を歴任。
退官後、2001年5月より電通顧問。危機管理経営コンサルタントに転身。上毛（現：ポラリス・ホールディングス）取締役、一柳アソシエイツ特別顧問、トーシンパートナーズ社外監査役、LCレンディング社外取締役、タマホーム社外取締役、エルテスセキュリティインテリジェンス代表取締役、エルテス取締役を歴任。2013年4月、東京証券取引所自主規制法人外部アドバイザー。
2003年に株式会社国際危機管理機構、2006年に株式会社都市開発安全機構を設立し、代表取締役社長に就任。2006年（平成18年）6月、NPO法人日本コーポレート・リスクマネージャー協会理事。2013年4月、一般社団法人ニューメディアリスク協会 (NRA) 会長。2016年7月から株式会社国際危機管理機構取締役会長。2002年4月、株式会社国際リスク総合研究所代表取締役社長。
公人としては、2002年5月より東京都参与（危機管理担当）内閣府（大規模災害被災地支援あり方検討会委員）、経済産業省（総合資源エネルギー調査会臨時委員、核物質防護秘密監査委員会委員、中越沖地震原子力施設調査対策委員会委員）、文部科学省（原子力安全技術アドバイザー、放射線源安全セキュリティ検討WG委員）、総務省等の政府委員会等のメンバーとしても活躍。2002年9月、米緊急事態管理国際協会 (IAEM) 特別委員。2003年5月より特定非営利活動法人日本災害医療支援機構理事。2007年5月、特定非営利活動法人自転車環境創造ネットワーク最高顧問。
2001年12月、静岡県立大学非常勤講師。2002年4月、杏林大学非常勤講師。2012年2月、外務省研修所講師。2004年（平成16年）7月、全国市町村振興協会市町村職員中央研修所（市町村アカデミー）講師。
2022年（令和4年）9月 一般社団法人 日本危機管理協会　理事長就任

## 所属団体等
- 日本国際政治学会（会員）
- 警察政策学会（会員）
- 銀座ロータリークラブ（会員）
- 経済同友会（会員）
- イギリス国際戦略研究所（会員）

## 栄典
- 2009年11月 - 文部科学大臣賞受賞（「核物質管理功労者」として）
- 2015年4月 - 瑞宝中綬章受章

## 主著

### 単著
- 『その時役立つ!危機管理とコンプライアンスのための実践ハンドブック』（2017年、方丈社）
- 『ビジネスリーダーのためのコンプライアンス教本』（2014年、アスペクト）
- 『最強の危機管理～NSCから学ぶ、時代を生き抜くトップリーダーの決断』（2013年、木楽舎）
- 『会社のための災害対策マニュアル作成術』（2011年、日経BP社）

### 編著
- 『危機管理読本』（2002年、都政新報社）

### 監修
- 『現場に役立つビルの防火・防災管理50ポイント』（2013年、国際危機管理機構）

### 共訳
- 『新ニッポンの警察』（1991年、サイマル出版会）
- 『誘拐・ハイジャック・企業恐喝』（1988年、読売新聞出版社）
- 『経済的自由と倫理』（1982年、創元社）